# Vinany

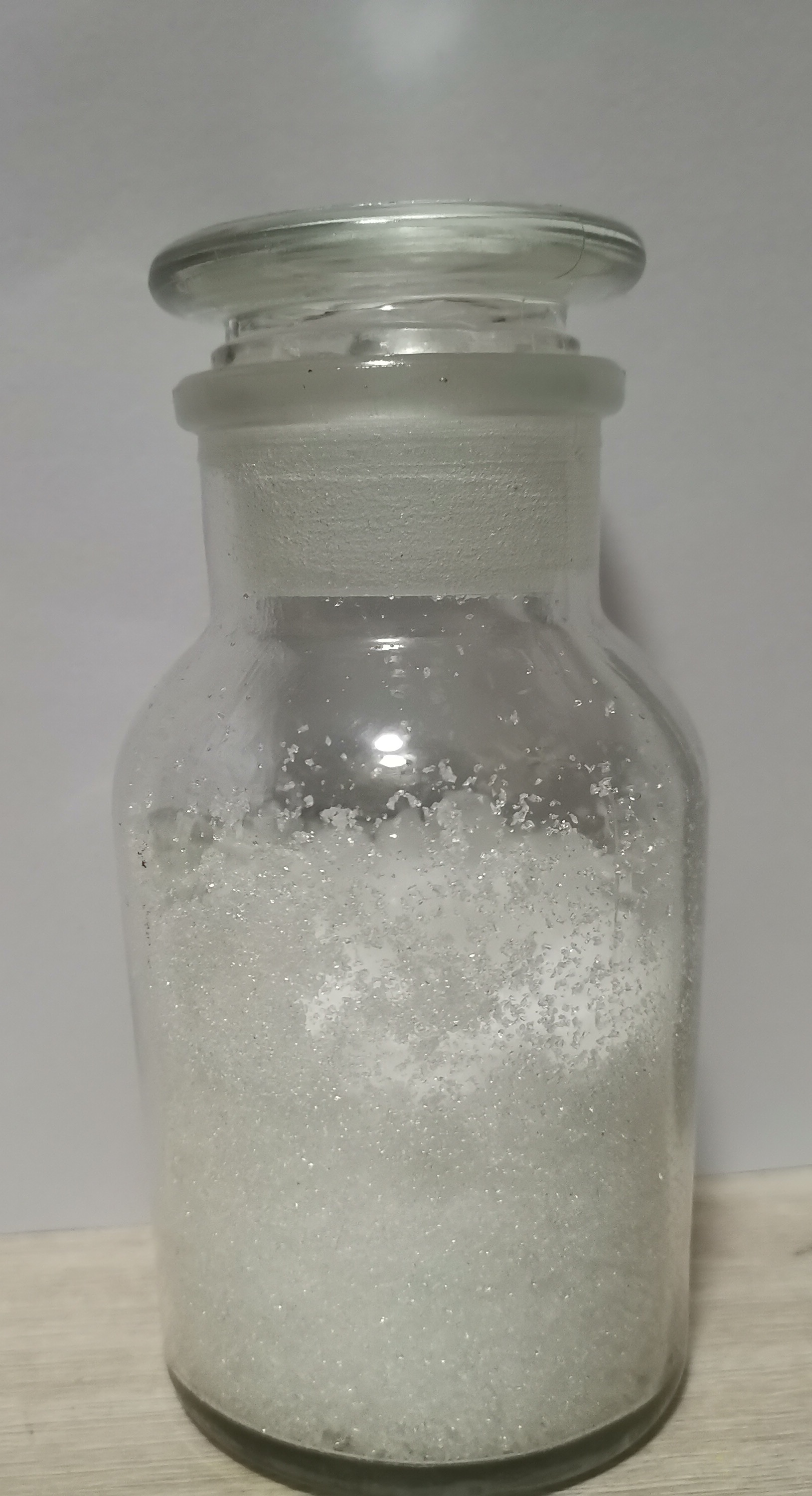
Vinan sodno-draselný se užívá jako jedna z částí Fehlingova činidla

Vinany (též vínany nebo tartaráty) jsou soli a estery kyseliny vinné. Vzorec aniontu této kyseliny je −OOCCH(OH)CH(OH)COO−. U „úplných“ solí jsou oba odtržené vodíkové ionty nahrazeny kationty (stejnými nebo různými), u hydrogensolí (např. hydrogenvinan draselný) jen jeden.
Vzorce esterů jsou složitější, navíc kyselinu vinnou lze jakožto hydroxykyselinu esterifikovat na karboxylové i hydroxylové skupině.
Protože má kyselina vinná tři optické izomery, existují i pro každý vinan tři. Pokud jde o soli kyseliny meso-vinné s dvěma různými kationty, ještě se dá rozlišit, jestli je jeden z kationtů u karboxylové skupiny, na jejímž sousedním uhlíku je cis nebo trans-hydroxylová skupina.

## Příprava a výroba
Vinany lze připravit neutralizací kyseliny vinné hydroxidem, například:
HOOC-CH(OH)-CH(OH)-COOH + 2 NaOH → NaOOC-CH(OH)-CH(OH)-COONa + 2 H2O
Vinan draselno-sodný se vyrábí reakcí uhličitanu sodného s hydrogenvinanem draselným:

2 HOOC-CH(OH)-CH(OH)-COOK + Na2CO3 → 2 KOOC-CH(OH)-CH(OH)-COONa + CO2 + H2O

## Příklady
- hydrogenvinan draselný (vinný kámen)
- vinan draselný
- vinan sodný
- vinan draselno-sodný